# Sulfate de manganèse(II) heptahydraté
 (août 2017).
Si vous disposez d'ouvrages ou d'articles de référence ou si vous connaissez des sites web de qualité traitant du thème abordé ici, merci de compléter l'article en donnant les références utiles à sa vérifiabilité et en les liant à la section « Notes et références ».
Le sulfate de manganèse (II) heptahydraté est le corps chimique, composé ionique électriquement neutre du cation manganèse dit manganeux Mn2+ et de l'anion sulfate SO42− comportant sept molécules d'eau dans sa structure, de formule MnSO4. 7 H2O. 

## Présentation
Il s'agit d'un solide cristallin rose de structure réticulaire monoclinique ou rhomboédrique. Il correspond au minéral mallardite. 
Ce sulfate de manganèse heptahydraté est un corps rose de masse volumique avoisinant 2,092 g·cm-3 à 0 °C,, stable au froid, principalement de −10 °C à −5 °C, soluble dans l'eau. Il se décompose irrémédiablement vers −19 °C.
La solubilité est de l'ordre de 176 g pour 100 g d'eau pure à 0 °C et de 251 g à 14 °C. 
Hydraté, il reste rose en libérant l'ion manganeux. La couleur rose pâle des sels de Mn(II) est très caractéristique.
Légèrement chauffé autour 10 °C, il se transforme en  hexahydrate, plus stable dans ces conditions. 
La perte de sept molécules d'eau est quasiment immédiate vers 280 °C.

## Production et utilisation
Il s'agit d'un corps mangané hydraté de la famille des sulfates de manganèse hydratés, à garder au réfrigérateur, le substrat de préparation est souvent le sulfate de manganèse.